# Jadruhi
Jadruhi is een plaats in de gemeente Vižinada in de Kroatische provincie Istrië. De plaats telt 56 inwoners (2001).